# The Slow Club
The Slow Club war ein Bandprojekt der österreichischen Musiker Hansi Lang, Thomas Rabitsch und Wolfgang Schlögl. Als Live-Mitglied trat auch der Gitarrist Andy Bartosh auf. Die Musik des Slow Club war gekennzeichnet von der Verschmelzung von gesangsbetontem Jazz und Elektronischer Musik.

## Bandgeschichte
Mit Hansi Lang, der als Sänger der Hallucination Company und als Solokünstler (Ich spiele Leben, Monte Video, Josefine, Keine Angst!) seit vielen Jahren einer der bekanntesten Sänger aus Österreich war, Thomas Rabitsch, Gründungsmitglied der Hallucination Company und als Musiker und Produzent an zahlreichen Bands beteiligt (u. a. mit Drahdiwaberl, Falco, Harri Stojka), und Wolfgang „I-Wolf“ Schlögl (Sofa Surfers) kamen im Slow Club drei versierte und bereits seit langem bekannte Musiker zusammen.
Die ersten Produktionen des Slow Club, Welcome to the Slow Club (2004) und This Is the Slow Club (2005), bestanden aus Coverversionen bzw. Neuinterpretationen von Stücken aus dem Great American Songbook (Hoagy Carmichaels Stardust, George Gershwins Embraceable You, Billy Pauls Me and Mrs. Jones u. a.). 2006 wurden die Musiker dafür mit dem Amadeus Austrian Music Award für das beste Jazz/Folk/Blues-Album ausgezeichnet.
Die Arbeit am zweiten Album, das zur Gänze aus Eigenkompositionen von Lang, Rabitsch und Schlögl besteht, dauerten zwei Jahre. Erarbeitet wurden die Songs improvisierend in Jam-Sessions. An den Aufnahmen waren, neben erneut Andy Bartosh, zahlreiche Gastmusiker beteiligt, darunter Vera Böhnisch, Birgit Denk, Tini Kainrath, Netnakisum, Christian Radovan, Woody Schabata, Harri Stojka u. v. a. Hansi Lang erlitt während der Arbeit im Tonstudio einen Schlaganfall, an dessen Folgen er am 24. August 2008 verstarb. Das Album House of Sleep wurde am 7. November veröffentlicht.

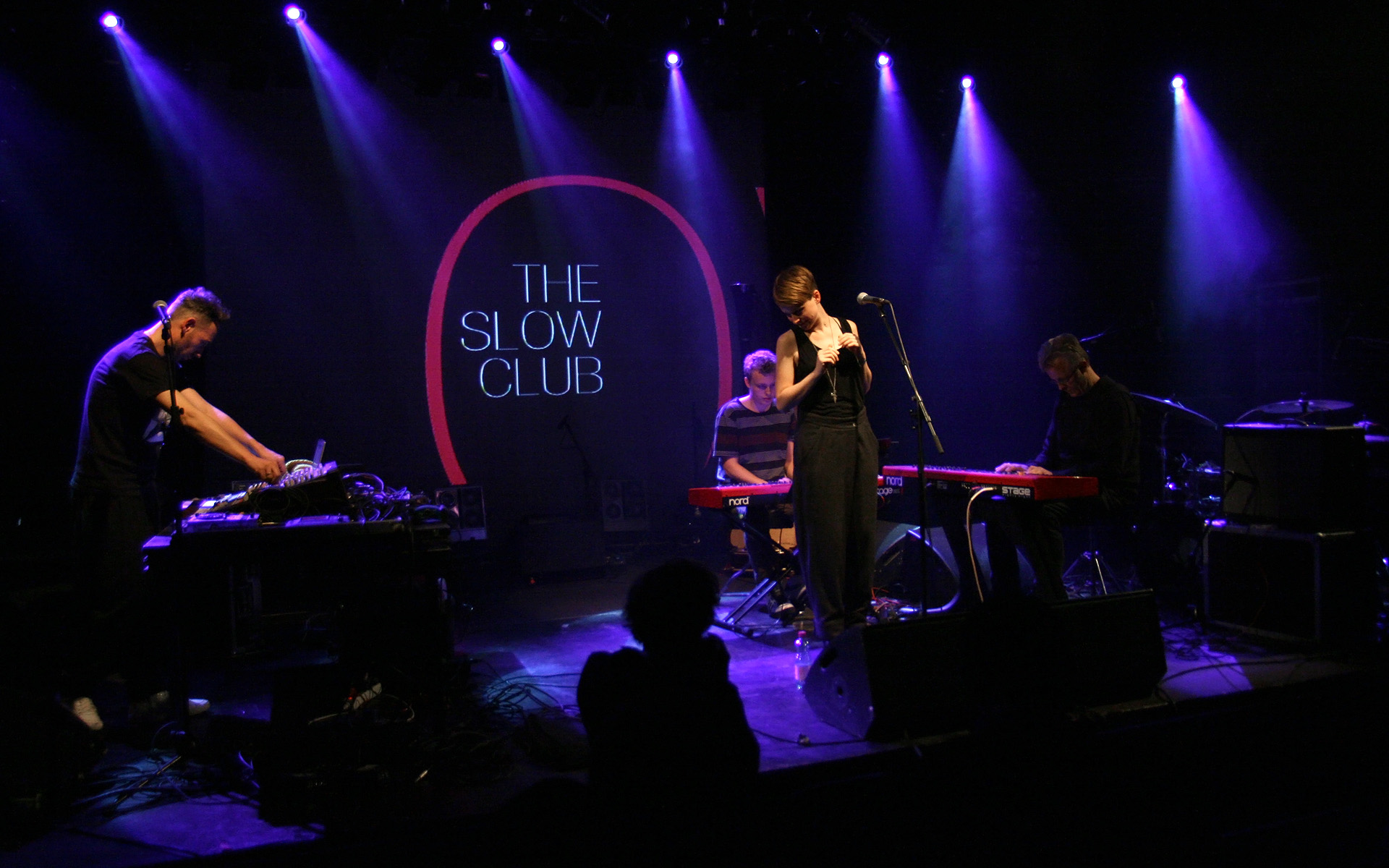
Slow Club Revisited (WUK, 2011)

Im Herbst 2011 stellten Schlögl und Rabitsch mit „Slow Club Revisited“ bei einem vorerst einmaligen Live-Konzert eine Fortführung der musikalischen Idee des Slow Club vor. Den Gesangspart übernahm die Wiener Sängerin Violetta Parisini.

## Diskografie

### EPs
- Welcome to the Slow Club (2004)

### Alben
- This Is the Slow Club (2005)
- House of Sleep (2008)